# Подстёпка
Подстёпка (каз. Подстёпка) — село в Павлодарском районе Павлодарской области Казахстана. Входит в состав Заринского сельского округа. Код КАТО — 556045400.

## Население
В 1999 году население села составляло 227 человек (113 мужчин и 114 женщин). По данным переписи 2009 года, в селе проживало 274 человека (132 мужчины и 142 женщины).